# Šútovská dolina
Šútovská dolina je údolí v Malé Fatře na Slovensku, jehož severní část je chráněna jako stejnojmenná národní přírodní rezervace. Rezervace leží v katastrálních územích obcí obcí Kraľovany, Párnica v okrese Dolný Kubín a Šútovo v okrese Martin na SLovensku. Vyhlášena byla v roce 1967 a její rozloha je 526,65 hektaru. Předmětem ochrany jsou lesní komplexy typického karpatského horského a vysokohorského charakteru.
Údolí má tři části Přední Šutovka, Zadní Šutovka a Skalnitá. Táhne se v severo-jižním směru od vrcholu Stoh až po ústí Váhu. Protéká jím Šútovský potok, který na konci údolí ústí do Váhu. V polovině údolí se na jednom z bočních přítoků potoka nachází 38 metrů vysoký Šútovský vodopád. Údolím vede modře značená turistická trasa z obce Šútovo na Chatu pod Chlebom. V údolí se nachází několik vápencových kamenolomů. Ten největší je zatopen.